# Жребец
Жребец е наименование на млад мъжки нескопен (некастриран) кон. Синоним е на ат. Поради наличието на хормони такива като тестостерон, жребците обикновено са с дебели вратове и мускулесто тяло. Заради тези си качества, след добра тренировка те могат да бъдат използвани в конни състезания, в цирка, или на международни шоута. Жребците се използват в животновъдството за разплод.